# Computer Gesellschaft Konstanz
Die Computer Gesellschaft Konstanz mbH (CGK) ist ein ehemaliges Unternehmen mit Sitz in Konstanz, das sich auf die digitale Zeichenerkennung und Schriftenlesesysteme (OCR/SLS) spezialisiert hatte. Daneben wurden auch Online-Lottosysteme und Systemhausleistungen angeboten. 

## Geschichte
Die CGK ist das Nachfolgeunternehmen der 1971 in Konstanz am Bodensee von der AEG in Kooperation mit der Nixdorf Computer AG gegründeten Telefunken Computer GmbH (TC). Ziel der AEG-Nixdorf-Kooperation war, den Großrechner Telefunken TR 440 weiterzuentwickeln, IBM-kompatibel und somit langfristig wettbewerbsfähig zu machen. Bereits 1973 war jedoch abzusehen, dass die gesteckten Ziele nicht erreicht werden konnten und unter Mithilfe der Bundesregierung übernahm die Siemens AG die defizitäre Gesellschaft als 100 % Tochter zum 19. Juli 1974 und änderte den Gesellschaftsnamen in Computer Gesellschaft Konstanz. Zu diesem Zeitpunkt waren rund 1600 Mitarbeiter beschäftigt.
Die Computer Gesellschaft Konstanz spielte eine tragende Rolle bei der Entwicklung von ICR-Systemen (Intelligente Zeichenerkennung). Es wurden bereits in frühen Jahren Techniken wie die Winkelabschnittsanalyse, Wörterbuchabgleich und Voting eingeführt, die CGK-Zeichenerkennungsprodukte waren jahrelang „State of the Art“ und garantierten vergleichsweise hohe Zuverlässigkeit.
Mehrere deutsche Universitäten setzten in ihren Rechenzentren das Großrechnersystem TR 440 der CGK ein. So etwa auch die Uni Marburg wo 1976 der Bundesminister für Bildung und Forschung, Hans Matthöfer bei der Einweihung anwesend war.
Neben Eigenentwicklungen wurden Reco Engines – beispielsweise PolyFont oder RecoStar – und Scanner, jedoch teilweise auch Produkte von AEG vertrieben. CGK war bereits 1996 SAP-Integrator.
1997 wurde die Zeichenerkennungssparte (Recognition Systems Division) der Siemens ElectroCom GmbH in die CGK eingegliedert.
Im April 2000 wurde die Computer Gesellschaft vom Océ-Konzern übernommen und unter dem Namen Océ Document Technologies GmbH geführt. Nach umfangreichen Sanierungsmaßnahmen betrug die Mitarbeiterzahl im Jahr 2000 ca. 500 Personen. 
Im Jahr 2004 wurde der Bereich Bilderfassung / Bildverarbeitung als Chromasens GmbH  ausgegründet. 
Anfang 2008 übernahm Captaris Inc. aus Bellevue im US-Bundesstaat Washington die Océ Document Technologies GmbH. Der Firmenname wurde in Captaris Document Technologies GmbH geändert.
Am 3. November 2008 erwarb die kanadische Open Text Corporation die Captaris Inc. und gliederte damit auch deren Tochter Captaris Document Technologies GmbH als Geschäftsbereich für Zeichenerkennung ein.
Hauptgeschäftsfelder sind automatisierte Zeichenerkennung, Dokumentenanalyse und Geschäftsprozessoptimierung sowie die automatische Beleg- und Dokumentenverarbeitung.

## Produkte
JobScanSteuersoftware für Belegleser und Massenscanner wie OCE ScanStar 5045.
BUSYWorkflow-Software zur Belegverarbeitung
RecoStar ProfessionalOCR/ICR Software (neuer Produktname unter Open Text: Open Text Capture Recognition Engine)
DOKuStar ProfessionalSoftware zur Dokumentenklassifizierung und Datenextraktion, neuer Produktname unter Open Text: Open Text Capture Document Reader.